# Münchberg
Münchberg là một đô thị ở huyện Hof bang Bavaria thuộc nước Đức.

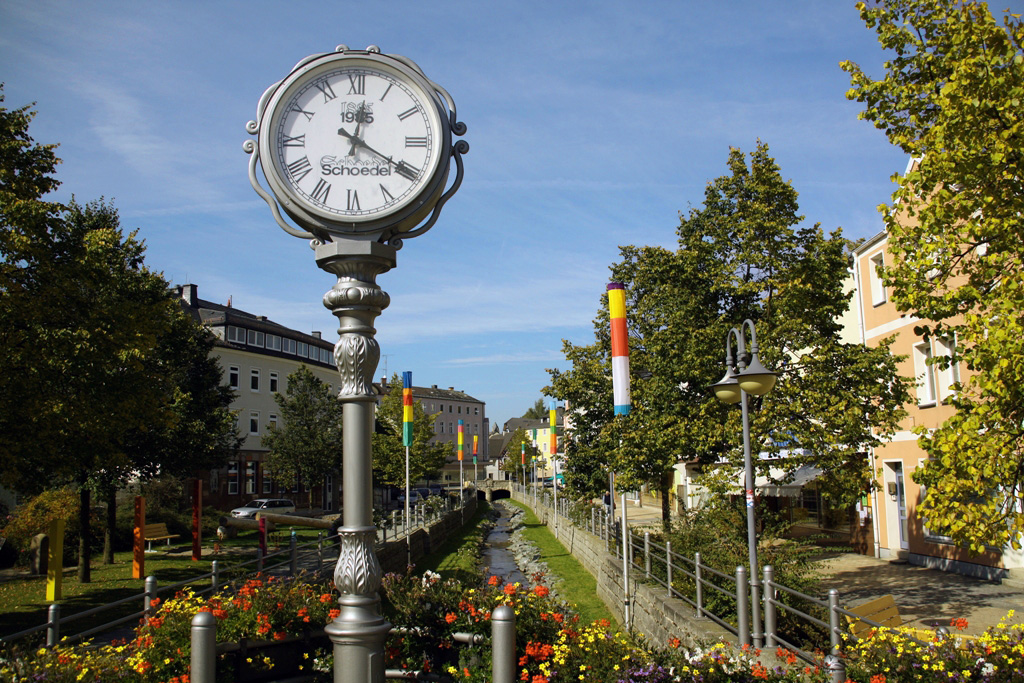
Pedestrian zone of Münchberg